# Conservatório Dramático e Musical de São Paulo
O Conservatório Dramático e Musical de São Paulo (CDMSP) foi um conservatório e a primeira escola superior de música erudita e arte dramática do Estado de São Paulo, localizada no centro da cidade de São Paulo fundada em 15 de outubro de 1904, que oferecia bacharelado em música com foco na formação de atores com as habilitações em canto, composição, regência e instrumento e em arte dramática.
A escola foi fundada oficialmente em 1904, porém suas atividades foram iniciadas somente em 25 de abril de 1906. Sendo a primeira escola superior do gênero na cidade e a quarta do país, precedido pelo Conservatório de Música do Rio de Janeiro (1841), Conservatório Carlos Gomes (1895) na cidade paraense de Belém e, o Instituto de Música da Bahia (1897).
O conservatório surgiu da necessidade premente de São Paulo, que crescia no auge da Era do Café, de abrigar um estabelecimento que desse sólida formação artística para atender às aspirações culturais cosmopolitas da metrópole. Foi uma instituição de grande prestígio, conhecida por sua impressionante biblioteca musical e por ter entre seus ex-alunos músicos ilustres como Francisco Mignone e o musicólogo e escritor Mário de Andrade, que também foi professor da escola.
Extinto em 2009, seu prédio foi restaurado e integrado à Praça das Artes em 2012. Atualmente administrado pela Fundação Theatro Municipal de São Paulo, funciona no local a Sala do Conservatório, sede oficial do Quarteto de Cordas da Cidade de São Paulo.

## História

### Contexto cultural
Entre o século XIX e o século XX, a cena de teatro em São Paulo se consolidou com a visita de atrações vindas do Rio de Janeiro, capital federal na época, e da Europa. A partir dos anos 1880, atores e atrizes renomados nacional e internacionalmente como Sarah Bernhardt, Gustavo Modena, Ernesto Rossi e Eleonora Duse chegaram à cidade e incentivaram a organização de sociedades amadoras dramáticas. Diversos agrupamentos do tipo surgiram, os mais famosos eram os chamados Filodramáticos. Haviam ainda outros de diversas nacionalidades (portuguesa e espanholas, por exemplo). O Grêmio Dramático do Real Club Gymnastico Português foi o grupo com maior atividade constante e duradoura. O contexto de efervescência cultural incentivou a criação do Conservatório Dramático e Musical de São Paulo, inspirado no Conservatoire de Paris.

### Fundação e primeira sede

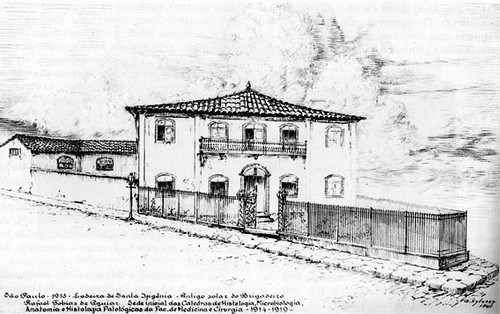
O Palacete do Acu, em 1910. O local foi uma das residências da Marquesa de Santos e abrigou o conservatório nos primeiros anos.

A iniciativa para a criação de um conservatório aos moldes europeus se deu por dois entusiastas da época: o maestro e compositor João Gomes de Araújo e o dramaturgo e jornalista Pedro Augusto Gomes Cardim, à época vereador na Câmara Municipal de São Paulo.

Nos dias 27 e 29 de outubro de 1904, foi discutido, na Câmara Municipal, o Projeto de Lei n. 43, de 15 de outubro de 1904, proposto por uma comissão de 12 vereadores encabeçada por Pedro Augusto Gomes Cardim, que criaria o Conservatório, a ser subsidiado pela Prefeitura. Entretanto, um longo Parecer do Prefeito Antônio da Silva Prado, de 29 de dezembro de 1904, conforme requerimento da Comissão de Finanças, recomendou a rejeição do projeto nos seguintes termos:
“Em conclusão, o projeto de fundação de um Conservatório Dramático e Musical, a cargo da Municipalidade, não deve ser convertido em lei:
1º. Porque excede da competência da Câmara Municipal, em vista da Lei Orgânica das municipalidades.

2º. Porque onera os cofres municipais com despesa incompatível com os seus recursos, impossibilitando a realização dom plano de melhoramentos da cidade, em via de execução.”
O Projeto de Lei n. 43/1904 acabou não sendo aprovado e o Conservatório foi fundado somente em 15 de fevereiro de 1906 como instituição privada e, para seu funcionamento, foi alugada uma casa na rua Brigadeiro Tobias, esquina com a rua Santa Efigênia, no bairro da República, em São Paulo (que chegou a pertencer ao Governador de São Paulo, Brigadeiro Rafael Tobias de Aguiar e à Marquesa de Santos), para sediar as atividades do conservatório.
A cerimônia de inauguração ocorreu  em 12 de março de 1906 e a chamada para exames de suficiência e matrículas para os cursos foi emitida pelo diretor-secretário Pedro Augusto Gomes Cardim em 2 de abril e publicada nos jornais paulistanos nos dias seguintes, ao passo que suas atividades foram iniciadas em 25 de abril do mesmo ano. Sua primeira diretoria foi composta por um presidente, Antonio Lacerda de Franco, um diretor-secretário, o próprio Pedro Augusto Gomes Cardim, e um tesoureiro, Carlos de Campos. De início, foram matriculados 134 alunos pagantes e 48 que fariam os cursos gratuitamente.
Inspirado em modelos europeus, o curso de arte dramática era ministrado em período noturno, das 18h às 21h, tinha duração de 3 anos e disciplinas como português, italiano, francês, história, coreografia brasileira, poética, psicologia, dicção, estética, expressão fisionômica e pelo gesto, recitação, vestuário, representação coletiva, história do teatro, esgrima, entre outras. Aulas de línguas estrangeiras e português eram ministradas no início para ambos os cursos, de arte dramática e música (que tinha duração de 5 anos). Matérias mais específicas eram abordadas nos anos seguintes. No curso de arte dramática, os primeiros professores foram Pedro Augusto Gomes Cardim, Venceslau de Queiroz (que lecionava Literatura e Estética), Luiz Pinheiro da Cunha, Hipólito da Silva (que ministrava a aula de Dicção) Augusto César Barjona (responsável pela disciplina de História do Teatro) e Felipe Lorenzi (que foi substituído em 1922 por Mário de Andrade).

### Segunda e definitiva sede

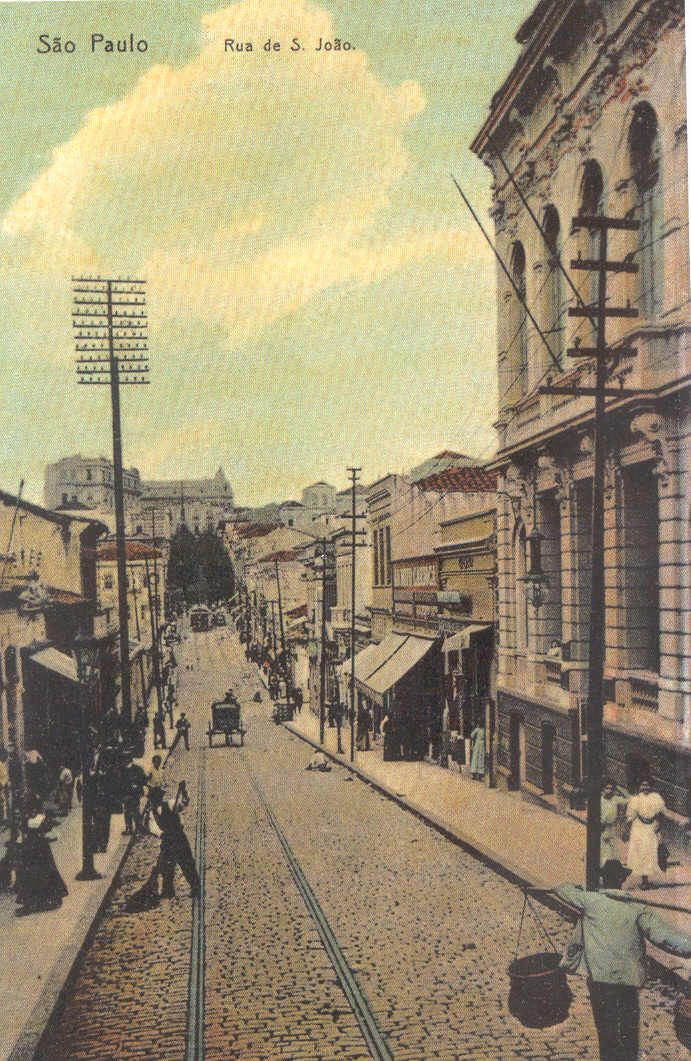
Rua São João com edifício do conservatório à direita.

Com a necessidade de venda da casa alugada, os fundadores buscaram uma nova sede para a escola. O prédio da avenida São João que futuramente abrigaria o Conservatório Dramático e Musical de São Paulo foi construído em 1896 pelo industrial Frederico Joachim, representante dos pianos Rudolph Ibach Sohn desde 1891 e posteriormente da Steinway & Sons. O local, que foi criado para abrigar o estabelecimento comercial de Joachim, tinha em seu andar térreo a exposição e venda de pianos e, no primeiro andar, o Salão Steinway. Nele eram realizados concertos de música erudita e eventos com fins artísticos, como saraus e encontros literários.
O Salão Steinway foi renomeado para Salão Carlos Gomes, em homenagem ao falecido compositor de ópera Carlos Gomes, e permaneceu com  este nome até o edifício ser vendido para o conservatório, em 1908. Apesar da sala de concertos ter sido mantida sempre ativa, em 1898 Frederico Joachim apresenta o projeto que transformaria o então prédio da avenida São João em um luxuoso hotel, chamado Joachim's. Posteriormente, o hotel passa a se chamar Panorama e é vendido ao vereador Luís Landró, até depois ser repassado para o conservatório.

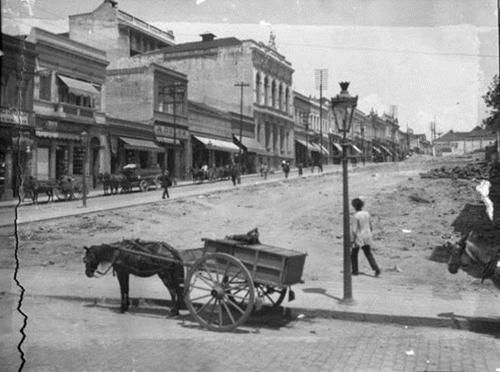
Avenida São João em 1915 em obras de alargamento, com vista para o edifício do conservatório.

Embora privada, em 1908, com o auxílio do governo, a diretoria recebeu a verba de 100 contos de réis e comprou o prédio na avenida São João pela quantia de 160 contos de réis. No novo espaço, o conservatório ganhou destaque pela seu nível superior de qualidade e se tornou uma referência de arte musical na cidade.
Alguns professores que compunham o corpo docente do conservatório eram compositores, como Camargo Guarnieri e Fructuoso Vianna. Já Francisco Mignone e Mário de Andrade foram alunos e, posteriormente, se tornaram mestres e lecionaram na instituição.
Entre os anos de 1910 e 1932, a escola formou uma quantia de 1 411 alunos. Entre eles, apenas 18 pertenciam ao curso de arte dramática e 80% eram formandos em piano, instrumento amplamente admirado na época.
De acordo com Fausto Prado Penteado, em 1922 “A biblioteca do Conservatório contém 1.236 obras, repartidas em 1744 volumes, e mais 648 peças musicais, perfazendo o total de 1887 obras”.

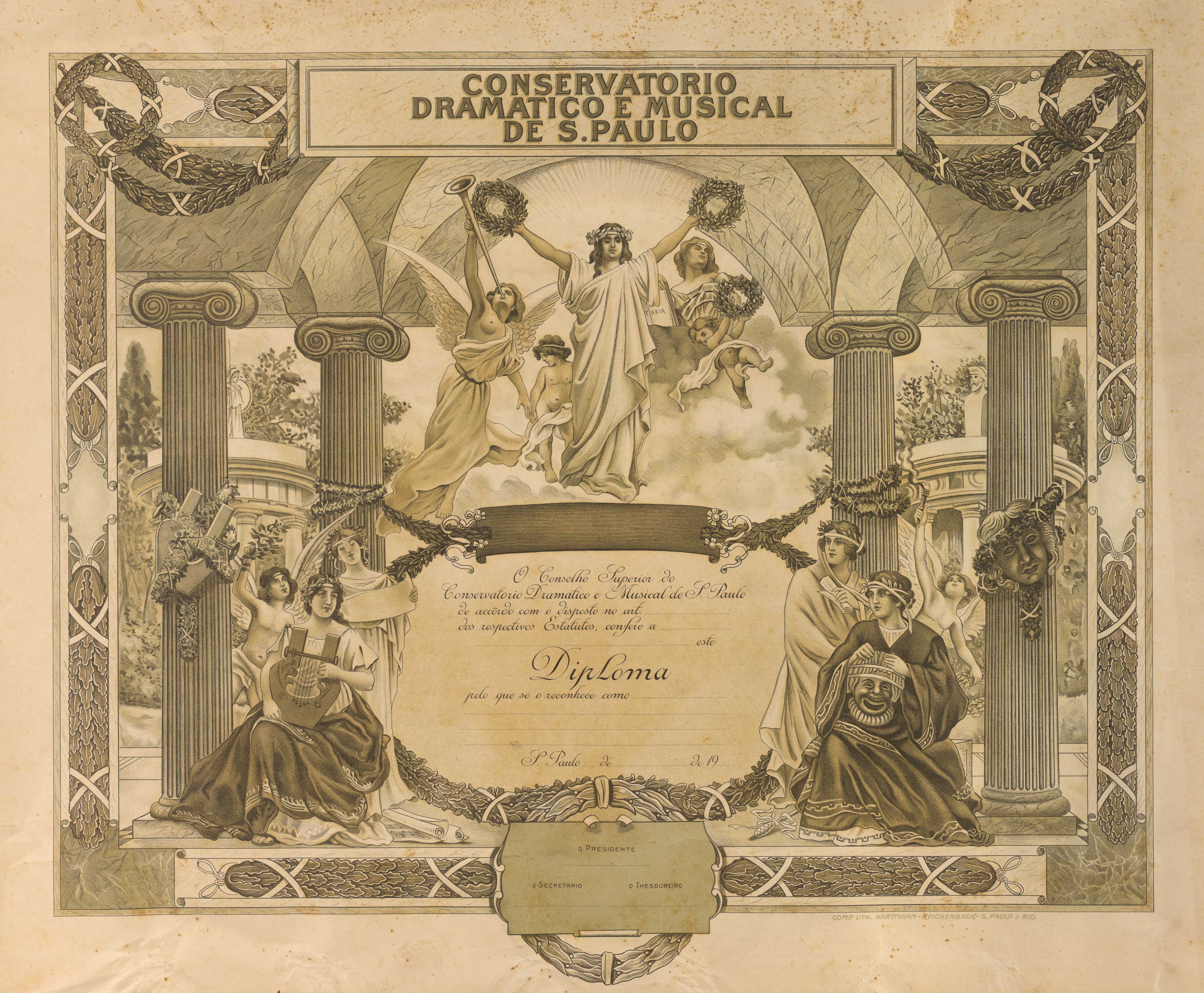
Modelo de diploma do conservatório.

No período de 1930 houve um declínio na quantidade de matrículas, uma tendência que se seguiu nos próximos anos até chegar na crise da instituição em 1940. Em 1932 eram 1 311 alunos matriculados, número que caiu em 1943 para 377. Os relatórios do ano de 1938 não citam o curso de arte dramática, que possivelmente havia sido suspenso no período.
Entre os anos de 1942 e 1943 houve uma intervenção do governo federal na administração da escola, com a alegação da existência de supostas irregularidades. Foi designado como interventor Carlos Augusto Gomes Cardim, irmão de Pedro Augusto Gomes Cardim. Com a medida, o curso de arte dramática é retomado e incluído no nome da instituição. A mudança permite que novas montagens aconteçam, como as encenações Rosas de Todo o Ano, de Júlio Dantas; O Nefellibata, de Carlos Cardim; e Eis o Caso, de Dante Constantini. Até a década de 70 a escola se manteve sob intervenção federal.
Durante a Segunda Guerra Mundial, a instituição entrou em decadência. Os mestres do conservatório de origem alemã e italiana foram afastados pelo governo por meio do interventor Carlos Augusto Gomes Cardim, nomeado por Getúlio Vargas, que acreditava que os professores estariam envolvidos com o fascismo.
Já no início dos anos de 1950, os professores da instituição eram muito mal pagos e seu edifício já estava deteriorado. Camargo Guarnieri foi recontratado e elevado ao cargo de diretor em 1960, porém desistiu da função por não conseguir lidar com o excesso de burocracia e a estrutura engessada da escola. As dificuldades como a ausência de recursos, as altas mensalidades, a decadência do patrimônio arquitetônico e o atraso de salários foram cruciais para o enfraquecimento das atividades da escola nos anos posteriores.

### Restaurações da década de 1980 e tombamento

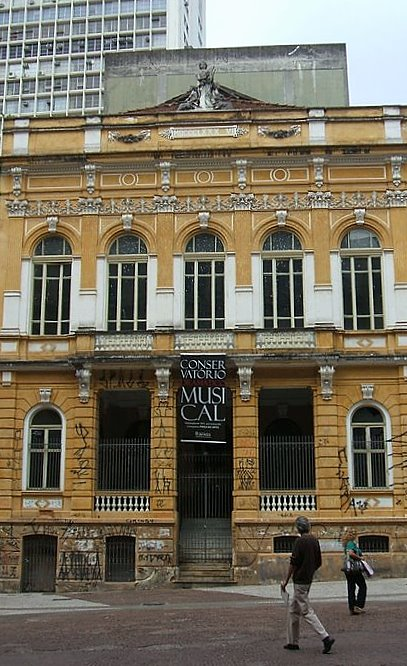
Fachada do conservatório na Avenida São João antes de ser restaurada.

Na década de 1980, o edifício do CDMSP estava completamente deteriorado e foi feita uma intervenção para recuperá-lo. O Estudo Preliminar de Revitalização – Conservatório Dramático e Musical São Paulo, de 1980, feito pela equipe de técnicos da Divisão de Preservação do Departamento do Patrimônio Histórico da Secretaria Municipal de Cultura, determinou a reforma do prédio da Av. São João, restaurando o corpo principal, substituindo os anexos existentes por outros mais adequados e interligando com a área do Recanto Infantil Monteiro Lobato (que em 1984 foi desativado e se tornou a Praça Monteiro Lobato).
O projeto executado na década de 1980 foi desenhado pela EMURB com acessória do Instituto de Pesquisas Tecnológicas. Entre as reformas que foram executadas, foi feita a demolição do anexo do conservatório existente nos fundos do edifício para construção um novo com circulação vertical, salas de aula e a consolidação e reconstituição da alvenaria de tijolos do prédio. Na área tombada, foram feitas pinturas decorativas nas paredes e no forro do salão térreo. O conjunto escultórico da platibanda foi higienizado e devidamente restaurado. Foram criados quatro andares para conservar uma biblioteca com 12 mil volumes e centenas de partituras. Um convênio entre a Fundação do CDMSP e a Secretaria Municipal de Cultura, além do contrato com a EMURB, foi feito para viabilizar a obra, que resultou no prédio novo com área de 1 565 m² que passou a abrigar a escola de música. Em 1984, porém, as obras de restauração do prédio principal que tinham sido apenas iniciadas foram interrompidas por falta de verba.
Em 1992 o prédio do Conservatório Dramático e Musical de São Paulo foi tombado como Patrimônio Histórico pela municipalidade por meio de uma resolução do CONPRESP. Em 25 de novembro de 2000, o Conselho de Defesa do Patrimônio Histórico, Arqueológico, Artístico e Turístico do Estado de São Paulo (CONDEPHAAT), deliberou a abertura do processo de estudo de tombamento do edifício. O processo foi aprovado em 2014, e a justificativa se deu pela significação no panorama cultural da cidade de São Paulo que o conservatório possui desde o século XX, pela relevância das atividades desenvolvidas no edifício, pela importância arquitetônica nas características ligadas ao estilo neoclássico e pela existência da sala de espetáculos existente no andar superior.

### Extinção do conservatório e construção da Praça das Artes

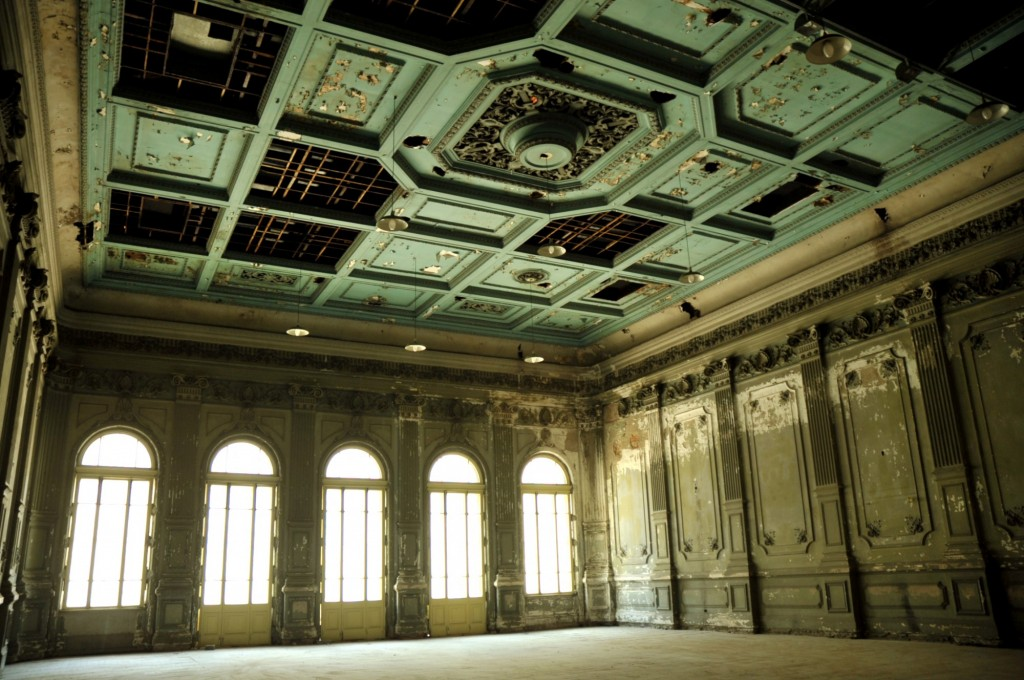
Interior do conservatório completamente deteriorado.

Em 2006, ano do centenário da instituição, José Serra, então prefeito da cidade de São Paulo, determinou a desapropriação do local para a construção do complexo cultural Praça das Artes. Para tanto, a administração do município depositou 4 milhões de reais em juízo pelo edifício do conservatório e 170 mil reais pelo acervo, que foi doado à Biblioteca Municipal Mário de Andrade e ao Centro Cultural São Paulo.
Apesar do depósito, a instituição não conseguiu receber a indenização, pois para isto devia quitar os quase 700 mil reais de dívidas de IPTU e taxa de lixo. Sem a certidão negativa de débitos para ter acesso ao dinheiro, o conservatório tentou apelar na justiça para anular os decretos, mas perdeu para a prefeitura e em 2008 a desapropriação foi concluída. A instituição passou a funcionar em locais emprestados e com instrumentos de terceiros, além de não contar mais com o acervo de sua biblioteca, até que encerrou suas atividades em 2009.

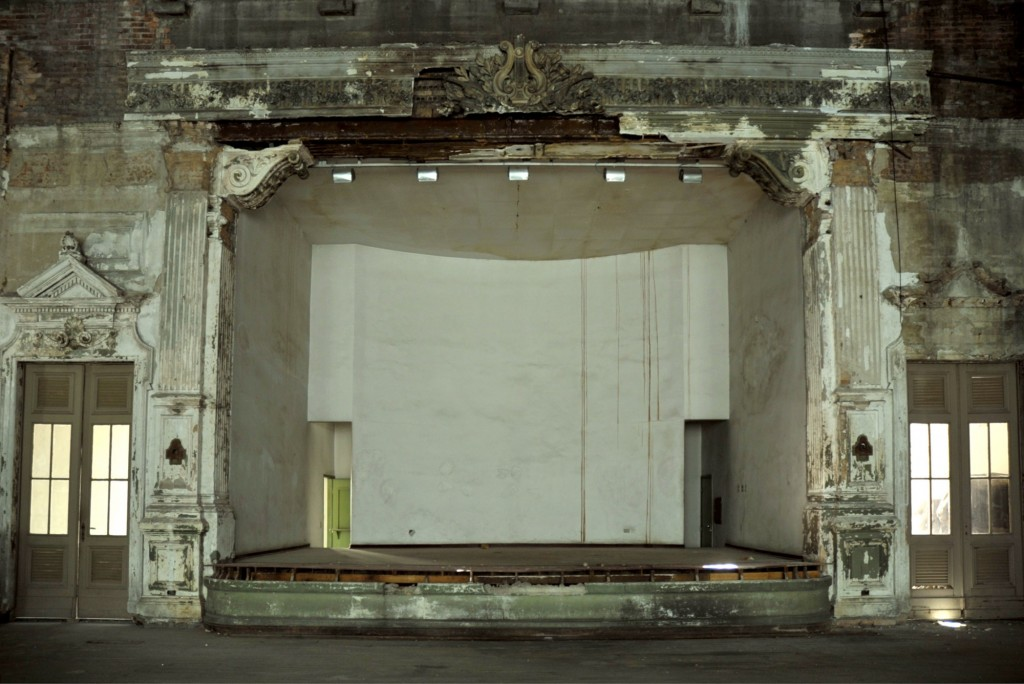
Palco da sala de concerto antes de ser restaurado.

O projeto da Praça das Artes previa o restauro do edifício principal do conservatório, com a instalação do Museu do Theatro Municipal no andar térreo, destinado para exposições temporárias e eventos. Visando preservar aspectos do prédio, os autores do projeto apontam que, no andar térreo, para a construção do Museu do Theatro Municipal, seria feito um trabalho cuidadoso que restauraria colunas e vigas metálicas e instalaria ar-condicionado, luminotécnica e acústica de acordo com a Carta de Veneza, buscando o mínimo de intervenção. Também foi definido que a sala de concertos ao andar superior seria restaurada e recuperada em seus elementos originais, porém, com o acréscimo necessário de novas soluções termo-acústicas.

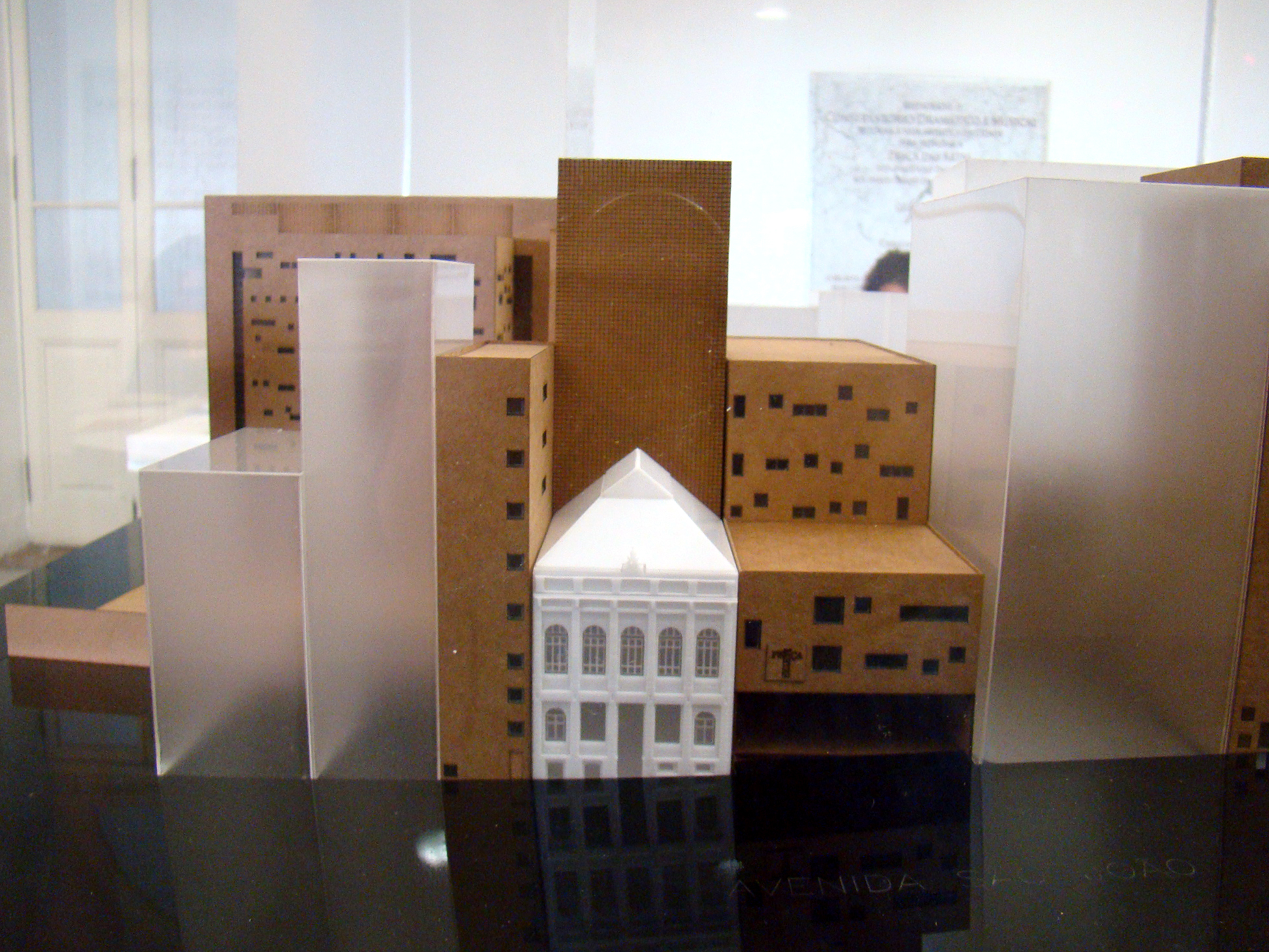
Maquete da Praça das Artes. O edifício do Conservatório Dramático e Musical de São Paulo está representado em branco.

As obras de construção da Praça das Artes foram iniciadas em maio de 2009 e sua primeira fase foi concluída em 2012. O prédio dos fundos do edifício principal do conservatório, construído na intervenção de 1980, foi demolido e uma nova torre de circulação vertical foi feita no lugar, com três elevadores e escadas de segurança de incêndio. Essa estrutura atende alguns prédios do complexo, tendo acesso para a Escola Municipal de Música de São Paulo, Escola de Dança de São Paulo, administração da Fundação Theatro Municipal de São Paulo, Spcine e ao Centro de Documentação e Memória do Theatro Municipal. O complexo é administrado pela Fundação Theatro Municipal de São Paulo passou a ser palco de vários tipos de eventos, exposições e apresentações. A segunda fase do projeto atualmente encontra-se em obras.

### Sala do Conservatório

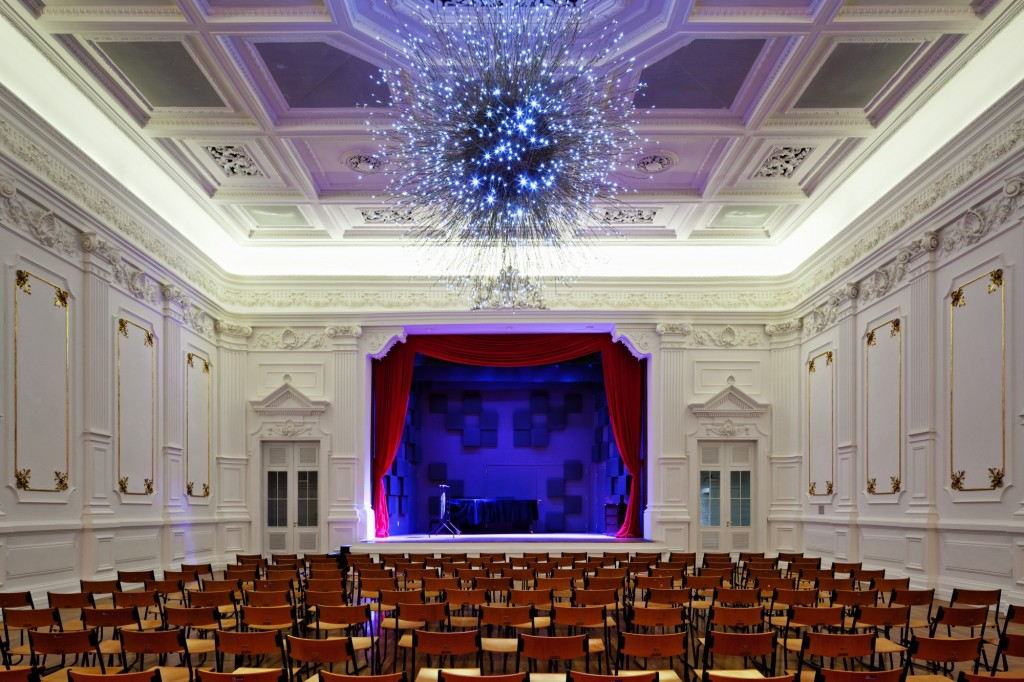
Sala do Conservatório localizada no segundo andar do edifício. Atualmente é a sede oficial do Quarteto de Cordas da Cidade de São Paulo.

Desde a inauguração da Praça das Artes, o edifício do antigo Conservatório Dramático e Musical de São Paulo passou a ser administrado pela Fundação Theatro Municipal de São Paulo. O local abriga em seu andar térreo uma Sala de Exposições dedicada à mostra de artes plásticas que eventualmente ocorrem no espaço ou exposições do acervo histórico do Theatro Municioal de São Paulo.
Já no andar superior funciona a Sala do Conservatório, nome que passou a ser utilizado para o edifício da extinta escola de música, recebendo inclusive uma placa de identificação fixada na fachada do prédio na avenida São João.
Com capacidade para 200 pessoas, a sala de concerto é sede oficial do Quarteto de Cordas da Cidade de São Paulo e recebe apresentações de música de câmara, contemporânea, orquestral e coral. O local vem se consolidando como uma importante sala de concerto no cenário musical da cidade.

## Diretores da instituição

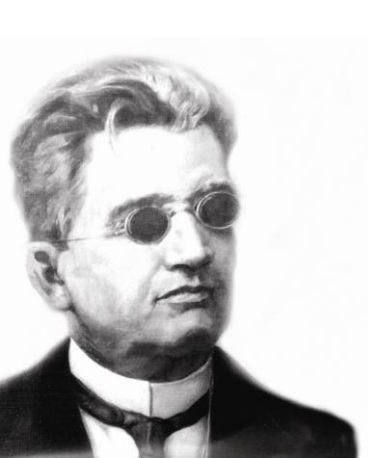
Retrato de Pedro Augusto Gomes Cardim, desenhado pelo artista Oscar Pereira da Silva e localizado atualmente no Museu Belas Artes de São Paulo.

Pedro Augusto Gomes Cardim nasceu em Porto Alegre, no ano de 1864, e se dedicou até o final de sua vida ao conservatório. Seu pai, João Pedro Gomes Cardim, era músico e dramaturgo português, e foi responsável pelos primeiros contatos de Pedro Gomes com as áreas. Formado pela Faculdade de Direito do Largo de São Francisco, Pedro Gomes também atuou como jornalista em A Província de São Paulo e colaborou em jornais como o Correio Paulistano e A Gazeta.
Na área pública, foi vereador e vice-intendente de Obras Públicas. Trabalhou pela construção do Theatro Municipal de São Paulo, em 1911. Esteve envolvido na fundação da Academia Paulista de Letras, em 1909, e da Academia de Belas Artes de São Paulo, em 1925.
Além de sua carreira política, foi autor dramático e escreveu vaudevilles, operetas, monólogos, comédias e sainetes. Dirigiu, em 1917, a Companhia Dramática de São Paulo uma das mais importantes companhias teatrais que atuou no início do século XX.
Em parceria com João Gomes de Araújo, foi o idealizador da criação de um conservatório com o objetivo de ensinar as artes que envolviam a música, o teatro e a ópera. Segundo ele, “em São Paulo, capital artística, não podia continuar faltando o estabelecimento de arte que servisse, a um só tempo, ao professorado especializado, ao virtuosismo e, com igual importância, à arte dramática".
Pedro Gomes foi diretor do conservatório nos anos de 1906 a 1913 e de 1923 até 1931, tendo se afastado da direção nos anos que organizou, com Itália Fausta, a Companhia Dramática de São Paulo. Outros diretores da instituição foram Luiz Pinheiro da Cunha, entre 1913 e 1922, Samuel Arcanjo dos Santos (entre 1931 e 1937) e Francisco Casabona(entre 1937 e 1942).
Nos últimos anos de sua existência muitos professores lecionaram no Conservatório, podendo-se mencionar João Caldeira Filho (História da Música); Rossini Tavares de Lima (Folclore) ; Fausta Sermarini (Harmonia, Contraponto e Estética); Irene Maurícia de Sá (piano) e após o falecimento desta, Elza Trindade Tondim Rosa (piano) e Orquídea Meneghesso Lino (piano); Dr. Alonso Anibal da Fonseca, exímio pianista e professor (piano) , o qual foi um dos diretores do conservatório nos anos 1970; Giselda Serroni (leitura à primeira vista); Irany de Oliveira (regência de banda e seus instrumentos); Isaías Sávio (violão) e muitos outros.
No Curso Superior de Piano,  por exemplo, formaram-se  em 1974 a ótima pianista acompanhadora Nancy Bueno, o pianista e cantor de câmera Ricardo Milanese, a pianista Lucília Peinado Smith etc etc
O Conservatório continuou existindo até que não conseguiu mais atrair alunos nem lidar com a burocracia que , entre outros fatores, impediu que se modernizasse. 
Surgiram em São Paulo, no decorrer das últimas três décadas da existência do Conservatório, várias Faculdades de Música que passaram a atrair os alunos de música como as públicas USP , UNESP e UNICAMP e as particulares como a Faculdade Santa Marcelina , as Faculdades Integradas Alcântara Machado (FIAM) além de outros cursos de nível técnico, destacando-se a ULM (depois Tom Jobim e hoje EMESP), a Escola Municipal de Música e muitos outros.
Infelizmente, o Conservatório Dramático e Musical de São Paulo sofreu um sucateamento que poderia ter sido evitado caso as autoridades municipais, estaduais e federais , bem como os mecenas das artes tivessem tido a preocupação de preservar e incentivar o ensino das artes em São Paulo e no Brasil !!!